# Acokanthera rotundata
Acokanthera rotundata är en oleanderväxtart som först beskrevs av Leslie Edward Wastell Codd, och fick sitt nu gällande namn av Frances Kristina Kupicha. Acokanthera rotundata ingår i släktet Acokanthera och familjen oleanderväxter. Inga underarter finns listade i Catalogue of Life.